# Leptoderris velutina
Leptoderris velutina är en ärtväxtart som beskrevs av Stephen Troyte Dunn. Leptoderris velutina ingår i släktet Leptoderris och familjen ärtväxter. Inga underarter finns listade i Catalogue of Life.